# Newton Hamilton
Newton Hamilton est un borough situé au sud-ouest du comté de Mifflin, en Pennsylvanie, aux États-Unis,. En 2010, il comptait une population de 205 habitants, estimée au 1er juillet 2020 à 203 habitants. Le borough est incorporé le 12 avril 1843.

## Démographie
Lors du recensement de 2010, le borough comptait une population de 205 habitants. Elle est estimée, en 2020, à 203 habitants.

### Source de la traduction
- (en) Cet article est partiellement ou en totalité issu de l’article de Wikipédia en anglais intitulé « Newton Hamilton, Pennsylvania » (voir la liste des auteurs).